# مقاطعة هانوفر
مقاطعة هانوفر ( (بالألمانية: Provinz Hannover)‏ كانت مقاطعة مملكة بروسيا ودولة بروسيا الحرة من 1868 إلى 1946.
خلال الحرب البروسية النمساوية، حاولت مملكة هانوفر الحفاظ على موقف محايد، إلى جانب بعض الدول الأخرى الأعضاء في الاتحاد الألماني. بعد أن صوت هانوفر مؤيدًا لتعبئة قوات الكونفدرالية ضد بروسيا في 14 يونيو 1866، رأت بروسيا أن هذا سبب وجيه لإعلان الحرب؛ سرعان ما تم حل مملكة هانوفر وضمتها بروسيا. بعد ذلك، استخدم أوتو فون بسمارك ثروة خاصة لبيت هانوفر المنحل لتمويل جهوده المستمرة ضد لودفيك الثاني.
في عام 1946، أعادت الإدارة العسكرية البريطانية إنشاء ولاية هانوفر بناءً على مملكة هانوفر السابقة ؛ ولكن في غضون العام، بدعوة من القيادة الألمانية، تم دمجها في الدولة الجديدة ( Bundesland ) من ساكسونيا السفلى - إلى جانب ولايات أولدنبورغ وبرونزويك وشومبرج - ليبي - حيث كانت مدينة هانوفر عاصمة لهذه الولاية الجديدة.

## مناطق هانوفر

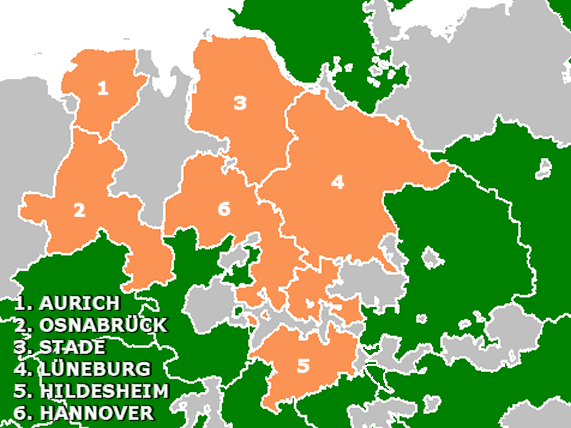
مناطق هانوفر الستة.

تم تقسيم هانوفر إلى ست مناطق تسمى أولاً Landdrostei [en] (High-Bailiwick [s]) ، والتي أعيد تنظيمها لتصبح المعيار البروسي Regierungsbezirke (المحافظات) في 1 أبريل 1885.
1. اوريتش
2. أوسنابروك
3. ستاد
4. لونبورغ ( لونينبورغ )
5. هيلدسهايم
6. هانوفر